# Tonangel

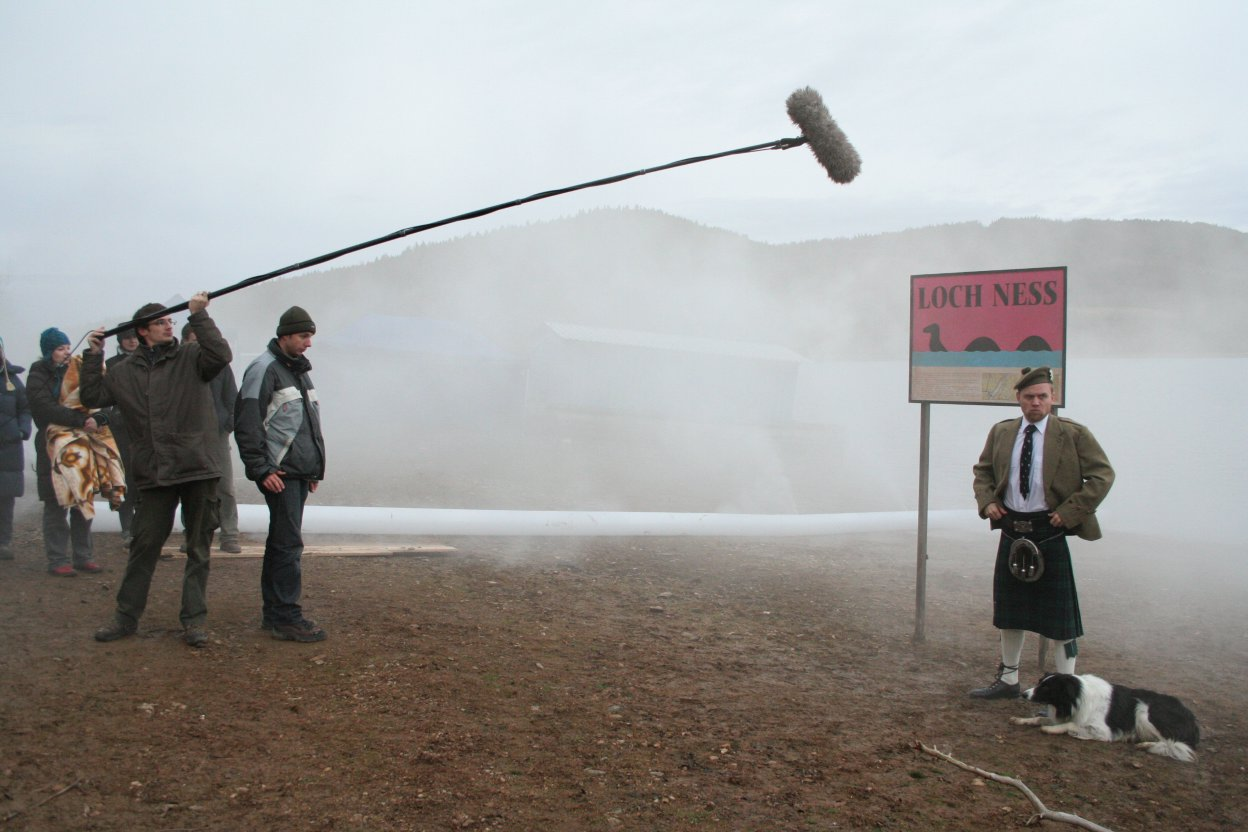
Einsatz der Tonangel in einer Videoproduktion.

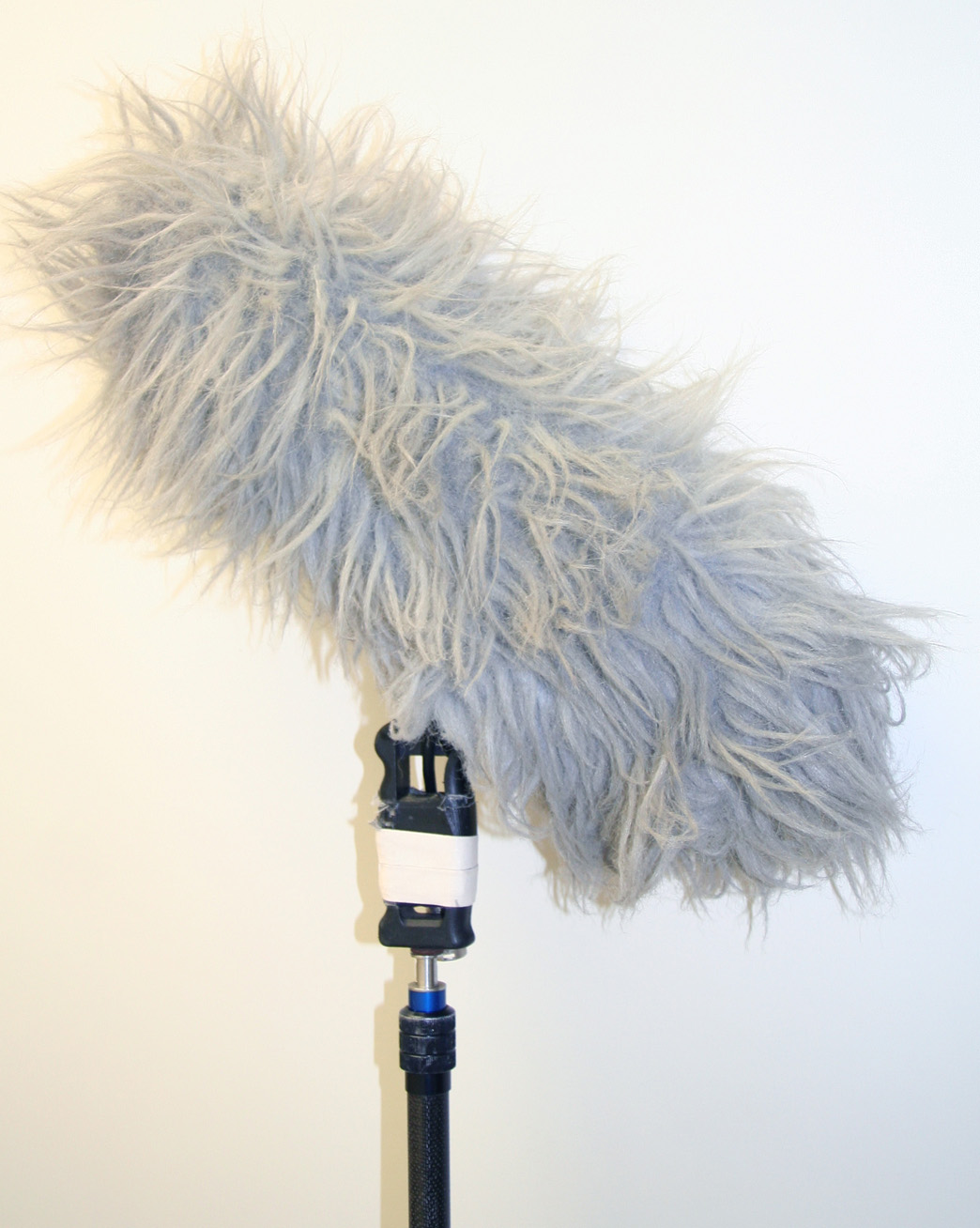
Halterung am oberen Ende, mit Handgriff und „dead cat“

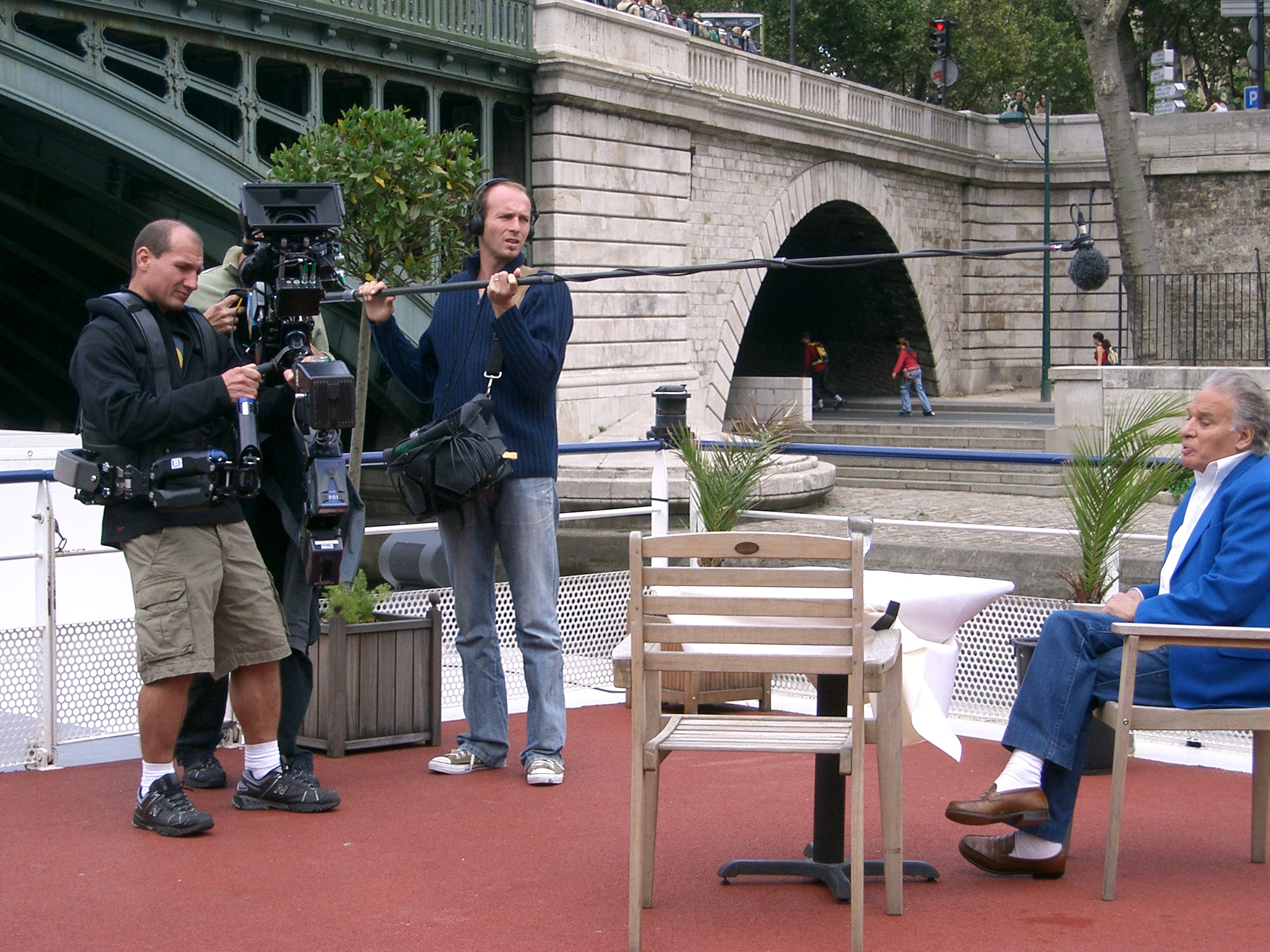
Hier trägt das Mikrofon nur einen kleinen Windschutz. Das Mikrofonkabel ist um die Angel geschlungen.

Eine Tonangel oder Ton-Angel ist eine mehrere Meter lange Haltestange für ein Tonaufnahmemikrofon, die es bei Film- und Videoaufnahmen ermöglicht, das Mikrofon optimal zu positionieren, ohne dass Mikrofontechnik im Bild zu sehen ist. Funktionell ist die Tonangel mit einem sehr langen Ausleger eines Mikrofonstativs zu vergleichen.

## Aussehen
Die Tonangel besteht aus einem teleskopförmig ausziehbaren geraden Stab aus knicksicherem Material, dessen Spitze eine verstellbare Mikrofonhalterung trägt. Es gibt Tonangeln in den drei Längeklassen 1–2, 2–3½ und 4–6 Meter.
Im Englischen wird die Vorrichtung als boom bezeichnet.

## Zusatzeinrichtungen
Meist wird das Mikrofon am oberen Ende der Angel in einen Windschutzkorb eingesetzt, einen länglichen, rundum geschlossenen, schalldurchlässigen Hohlkörper, der zusätzlich noch einen fellartigen Überzug („dead cat“, deutsch „tote Katze“) tragen kann. Das hält Luftströmungen vom Mikrofon fern, die nicht nur im Freien durch Wind, sondern auch durch Schwenken / Drehen des Mikrofons durch die Luft entstehen und ansonsten Störgeräusche erzeugen würden.
Innerhalb des Windschutzes ist das Mikrofon in einer Mikrofonspinne fixiert, um Hantierungsgeräusche zu unterdrücken.

## Einsatz
Ein auf der Kamera montiertes Mikrofon ist oft viel zu weit von der sprechenden Person entfernt, um einen guten Ton aufzuzeichnen. Die Angel ermöglicht es dem Tonassistenten, ein Richtmikrofon in der Nähe der jeweils sprechenden Person optimal auszurichten, während er selbst weit außerhalb des Schwenkbereichs der Kamera bleibt (meist steht er neben der Kamera).
Der Tonassistent hält die Angel immer frei mit den Händen und muss sie aufmerksam so führen, dass einerseits ein durchgehend optimal verständlicher Ton „geangelt“ wird, andererseits das Mikrofon weder im Bild erscheint (auch nicht als Schatten oder Spiegelung) noch die Darsteller stört. Oft wird die Angel mit ausgestreckten Armen über dem Kopf oder in Brusthöhe gehalten oder mit ihrem hinteren stumpfen Ende in der Leistengegend abgestützt. Die Mikrofonleitung wird um die Angel herumgeschlungen (selten auch durch das Innere der Angel gezogen) und führt direkt oder über einen Funksender zum Aufnahmegerät (das ist in der Regel die Kamera).
Die Tonangel wird bei nahezu allen fiktionalen und dokumentarischen Filmproduktionen eingesetzt und findet vereinzelt auch bei Amateurfilmern Verwendung. Ebenso wird sie verwendet, wenn viele Journalisten sich um einen Sprecher scharen, um sich nicht gegenseitig im Weg zu stehen.